# Jessica Fox
Jessica Fox (Marsella, França, 11 de juny de 1994) és una esportista australiana que competeix en piragüisme en la modalitat d'eslàlom. Els seus pares, la francesa Myriam Jerusalmi i l'anglès Richard Fox, també van ser piragüistes reeixits en eslàlom.
Va participar en tres Olimpíades, obtenint una medalla de plata a Londres 2012 i una medalla de bronze a Rio de Janeiro 2016, ambdues en la prova de K1 individual. En els Jocs Olímpics de Tòquio 2020 va guanyar la medalla d'or en la prova de C1 i la medalla de bronze en la prova del K1. A més, ha guanyat 23 medalles (15 d'or) al Campionat Mundial de Piragüisme en Eslàlom.

## Palmarès internacional
| Jocs Olímpics     | Jocs Olímpics                | Jocs Olímpics | Jocs Olímpics  |
| Any               | Lloc                         | Medalla       | Competició     |
| ----------------- | ---------------------------- | ------------- | -------------- |
| 2012              | Londres ( Regne Unit)        | 2             | K1 individual  |
| 2016              | Rio de Janeiro ( Brasil)     | 3             | K1 individual  |
| 2020              | Tòquio ( Japó)               | 1             | C1 individual  |
| 2020              | Tòquio ( Japó)               | 3             | K1 individual  |
| Campionat del món |                              |               |                |
| Any               | Lloc                         | Medalla       | Competició     |
| 2009              | La Seu d'Urgell ( Catalunya) | 3             | C1 individual  |
| 2010              | Ljubljana ( Eslovènia)       | 3             | C1 individual  |
| 2011              | Bratislava ( Eslovàquia)     | 1             | C1 per equips  |
| 2013              | Praga ( Txèquia)             | 1             | C1 individual  |
| 2013              | Praga ( Txèquia)             | 1             | C1 per equips  |
| 2014              | Deep Creek ( Estats Units)   | 1             | K1 individual  |
| 2014              | Deep Creek ( Estats Units)   | 1             | C1 individual  |
| 2015              | Londres ( Regne Unit)        | 1             | C1 individual  |
| 2015              | Londres ( Regne Unit)        | 1             | C1 per equips  |
| 2017              | Pau ( Occitània)             | 6a posició    | C1 individual  |
| 2017              | Pau ( Occitània)             | 2             | C1 per equips  |
| 2017              | Pau ( Occitània)             | 1             | K1 individual  |
| 2017              | Pau ( Occitània)             | 3             | K1 per equips  |
| 2018              | Rio de Janeiro ( Brasil)     | 1             | C1 individual  |
| 2018              | Rio de Janeiro ( Brasil)     | 6a posició    | C1 per equips  |
| 2018              | Rio de Janeiro ( Brasil)     | 1             | K1 individual  |
| 2018              | Rio de Janeiro ( Brasil)     | 7a posició    | K1 per equips  |
| 2019              | La Seu d'Urgell ( Catalunya) | 2             | C1 individual  |
| 2019              | La Seu d'Urgell ( Catalunya) | 1             | C1 per equips  |
| 2019              | La Seu d'Urgell ( Catalunya) | 2             | K1 individual  |
| 2019              | La Seu d'Urgell ( Catalunya) | 16a posició   | K1 per equips  |
| 2021              | Bratislava ( Eslovàquia)     | 26a posició   | C1 individual  |
| 2021              | Bratislava ( Eslovàquia)     | 25a posició   | K1 individual  |
| 2021              | Bratislava ( Eslovàquia)     | 1             | KX1 individual |
| 2022              | Augsburg ( Alemanya)         | 2             | K1 individual  |
| 2022              | Augsburg ( Alemanya)         | 13a posició   | K1 per equips  |
| 2022              | Augsburg ( Alemanya)         | 2             | C1 individual  |
| 2022              | Augsburg ( Alemanya)         | 5a posició    | C1 per equips  |
| 2022              | Augsburg ( Alemanya)         | 1             | KX1 individual |
| 2023              | Londres ( Regne Unit)        | 1             | K1 individual  |
| 2023              | Londres ( Regne Unit)        | 1             | K1 per equips  |
| 2023              | Londres ( Regne Unit)        | 3             | C1 individual  |
| 2023              | Londres ( Regne Unit)        | 11a posició   | K1 per equips  |
| 2023              | Londres ( Regne Unit)        | 31a posició   | KX1 individual |